# Armata a 4-a Panzer
Armata a 4-a Panzer (în germană 4. Panzerarmee), care a operat ca Grupul 4 Panzer (în germană Panzergruppe 4) de la formarea sa la 15 februarie 1941 până la 1 ianuarie 1942, a fost o formațiune panzer germană în timpul celui de-Al Doilea Război Mondial. Ca o componentă blindată cheie a Wehrmachtului, armata a luat parte la bătăliile cruciale ale războiului germano-sovietic din 1941–1945, inclusiv în Operațiunea Barbarossa, Bătălia de la Moscova, Bătălia de la Stalingrad, bătălia de la Kursk și Bătălia de la Kiev din 1943.
Armata a fost distrusă în timpul Bătăliei de la Stalingrad, dar ulterior a fost reconstituită.